# Stade du 4-Août
Het Stade du 4-Août (Stade du 4 Août 1983, Nederlands "Stadion van 4 augustus") is een stadion in de hoofdstad van Burkina Faso, Ouagadougou. Het stadion wordt voornamelijk gebruikt voor voetbalwedstrijden, maar kan ook worden ingezet voor bijvoorbeeld atletiekwedstrijden. Er kunnen 29.800 toeschouwers in het stadion. De Burkinese club Étoile Filante Ouagadougou speelt in dit stadion zijn thuiswedstrijden.

## Afrikaans kampioenschap voetbal 1998
In 1998 werden in dit stadion voetbalwedstrijden voor de Afrika Cup van dat jaar gespeeld. In dit stadion werd onder andere ook de finale gespeeld. Op 28 februari won Egypte in die finale van Zuid-Afrika.
| № | Datum            | Wedstrijd                    | Uitslag          | Afrika Cup 1998 | Toeschouwers |
| - | ---------------- | ---------------------------- | ---------------- | --------------- | ------------ |
| 1 | 7 februari 1998  | Burkina Faso – Kameroen      | 0 – 1            | Groepsfase      | 30.000       |
| 2 | 9 februari 1998  | Ghana – Tunesië              | 2 – 0            | Groepsfase      | 12.000       |
| 3 | 11 februari 1998 | Burkina Faso – Algerije      | 2 – 1            | Groepsfase      | 35.000       |
| 4 | 12 februari 1998 | Togo – Ghana                 | 2 – 1            | Groepsfase      | 3.000        |
| 5 | 15 februari 1998 | Burkina Faso – Guinee        | 1 – 0            | Groepsfase      | 40.000       |
| 6 | 16 februari 1998 | Congo-Kinshasa – Ghana       | 1 – 0            | Groepsfase      | 3.000        |
| 7 | 21 februari 1998 | Tunesië – Burkina Faso       | 1 – 1 (pen. 7–8) | Kwartfinale     | 35.000       |
| 8 | 25 februari 1998 | Congo-Kinshasa – Zuid-Afrika | 1 – 2            | Halve finale    | 4.000        |
| 9 | 28 februari 1998 | Zuid-Afrika – Egypte         | 0 – 2            | Finale          | 40.000       |